# Tome Faisi
Tome Faisi (ur. 21 stycznia 1982) – salomoński piłkarz grający na pozycji obrońcy. Od 2012 roku jest zawodnikiem klubu Solomon Warriors.

## Kariera klubowa
Karierę piłkarską Faisi rozpoczął w klubie Marist FC. W jego barwach zadebiutował w pierwszej lidze Wysp Salomona. W 2006 roku wywalczył z nim mistrzostwo kraju.
W 2008 roku Faisi przeszedł do stołecznego zespołu Kossa FC. W 2009 roku wygrał z nim mistrzostwo Ligi Honiary. W 2012 roku ponownie zmienił klub i został zawodnikiem klubu Solomon Warriors.

## Kariera reprezentacyjna
W reprezentacji Wysp Salomona Faisi zadebiutował w 2007 roku. W 2012 roku wystąpił w Pucharze Narodów Oceanii 2012. Z Wyspami Salomona zajął czwarte miejsce na tym turnieju. Był na nim podstawowym zawodnikiem swojej reprezentacji.